# Arno Monin
 (octobre 2018).
Si vous disposez d'ouvrages ou d'articles de référence ou si vous connaissez des sites web de qualité traitant du thème abordé ici, merci de compléter l'article en donnant les références utiles à sa vérifiabilité et en les liant à la section « Notes et références ».
Arno Monin est un dessinateur de bande dessinée français né le 6 novembre 1981.

## Œuvre
- L'Envolée sauvage, scénario de Laurent Galandon, Bamboo

1. La Dame blanche, 2006[1]
2. Les Autours des palombes, 2007

- L'Enfant maudit, scénario de Laurent Galandon, couleurs de Florent Bossard, Bamboo

1. Les Tondues, 2009
2. La Marque O, 2012

- Merci, scénario de Zidrou, Bamboo, 2014[2],[3]

- L'Adoption, scénario de Zidrou, Bamboo Édition, coll « Grand Angle »

## Prix et distinctions
- 2007 :  Prix Conseil Général pour L'envolée sauvage [4]
- 2017 :  Prix Saint-Michel du meilleur album francophone pour L'Adoption, t. 2 (avec Zidrou)
- 2018 :  Prix de la BD Fnac Belgique pour L’Adoption, tome 2 (avec Zidrou)[5]